# Bryozoichthys marjorius
Bryozoichthys marjorius är en fiskart som beskrevs av Mcphail, 1970. Bryozoichthys marjorius ingår i släktet Bryozoichthys och familjen taggryggade fiskar. Inga underarter finns listade.